# رينيه أوبرجونوا
رينيه أوبرجونوا (بالإنجليزية: René Auberjonois)‏ ممثل أمريكي من مواليد 1 يونيو 1940 ، وشارك في عدة أفلام، منها فيلم ذا باتريوت.

## أدواره في الرسوم المتحركة
- كونغ فو شاولين - المعلم فونغ
- بن 10: أومنيفرس - أزمث

## وصلات خارجية
- René Auberjonois في قاعدة بيانات الأفلام على الإنترنت
- رينيه أوبرجونوا على موقع IMDb (الإنجليزية)
- رينيه أوبرجونوا على موقع روتن توميتوز (الإنجليزية)
- رينيه أوبرجونوا على موقع قاعدة بيانات الأفلام العربية
- رينيه أوبرجونوا على موقع ألو سيني (الفرنسية)
- رينيه أوبرجونوا على موقع ميوزك برينز (الإنجليزية)
- رينيه أوبرجونوا على موقع أول موفي (الإنجليزية)
- رينيه أوبرجونوا على موقع قاعدة بيانات برودواي على الإنترنت (الإنجليزية)
- رينيه أوبرجونوا على موقع قاعدة بيانات الأفلام السويدية (السويدية)
- رينيه أوبرجونوا على موقع إن إن دي بي (الإنجليزية)
- رينيه أوبرجونوا على موقع أول ميوزيك (الإنجليزية)